# Сейлъмс Лот
„Сейлъм'с Лот“ е хорър роман, писан в периода 1972-1975, от американския писател Стивън Кинг (паралелно с „Блейз“). Това е неговият втори публикуван роман. Действието се развива в малко градче в Нова Англия, САЩ като сюжетът бавно започва да се свързва с вампири.
Името, което Кинг избира първоначално за своя роман, е „Второто пришествие“, но по-късно той го променя на „Джирусълъмс лот“ (името на града, в който се развива действието). Издателите от Дабълдей скъсяват името на книгата до „Сейлъмс лот“, защото решават, че заглавието, избрано от автора, звучи твърде религиозно. През 1978 г. Кинг публикува в сборника „Нощна смяна“ отделен разказ „Джирусълъмс лот“, който се занимава по-скоро с корените на злото, отколкото с вампири.
През 1979 г. е направена филмова адаптация, носеща същото име като романа. В главните роли са Дейвид Соул и Джеймс Мейсън. През 1987 г. излиза продължение на филма с името „Завръщане в Сейлъмс Лот“, което няма нищо общо с книгата на Стивън Кинг, а е като продължение, създадено от сценаристи. Романът е адаптиран и от BBC като радиопиеса от седем части. През 2004 г. е направен повторен опит за екранизация на книгата. През 2023 г. е планиран да излезе по кината филмът „Сейлъмс Лот“, разпространяван от „Уорнър Брос Пикчърс“.